# Dactyloptena orientalis
Dactyloptena orientalis · Grondin volant oriental, Grondin volant rouge, Grondin volant étoilé
Espèce
Dactyloptena orientalis, communément nommé Grondin volant rouge, Grondin volant oriental ou Grondin volant étoilé, est une espèce de poissons marins de la famille des Dactylopteridae.

## Description
Il est caractérisé par ses très larges nageoires pectorales arrondies, qu'il déploie quand il se sent menacé pour impressionner les éventuels agresseurs. Sa taille maximale est de 40 cm mais la taille généralement observée est de 20 cm .

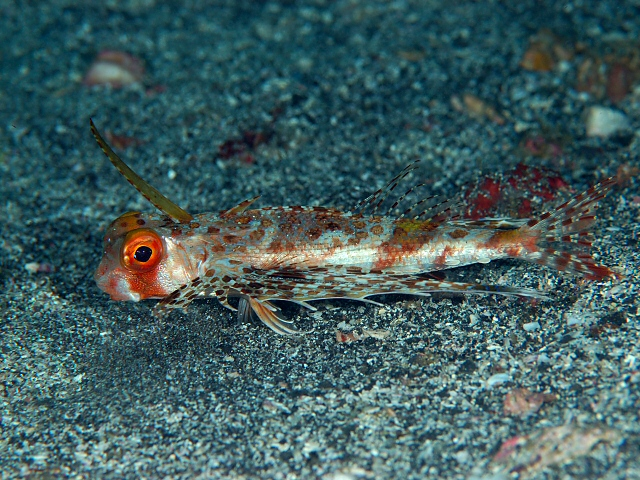
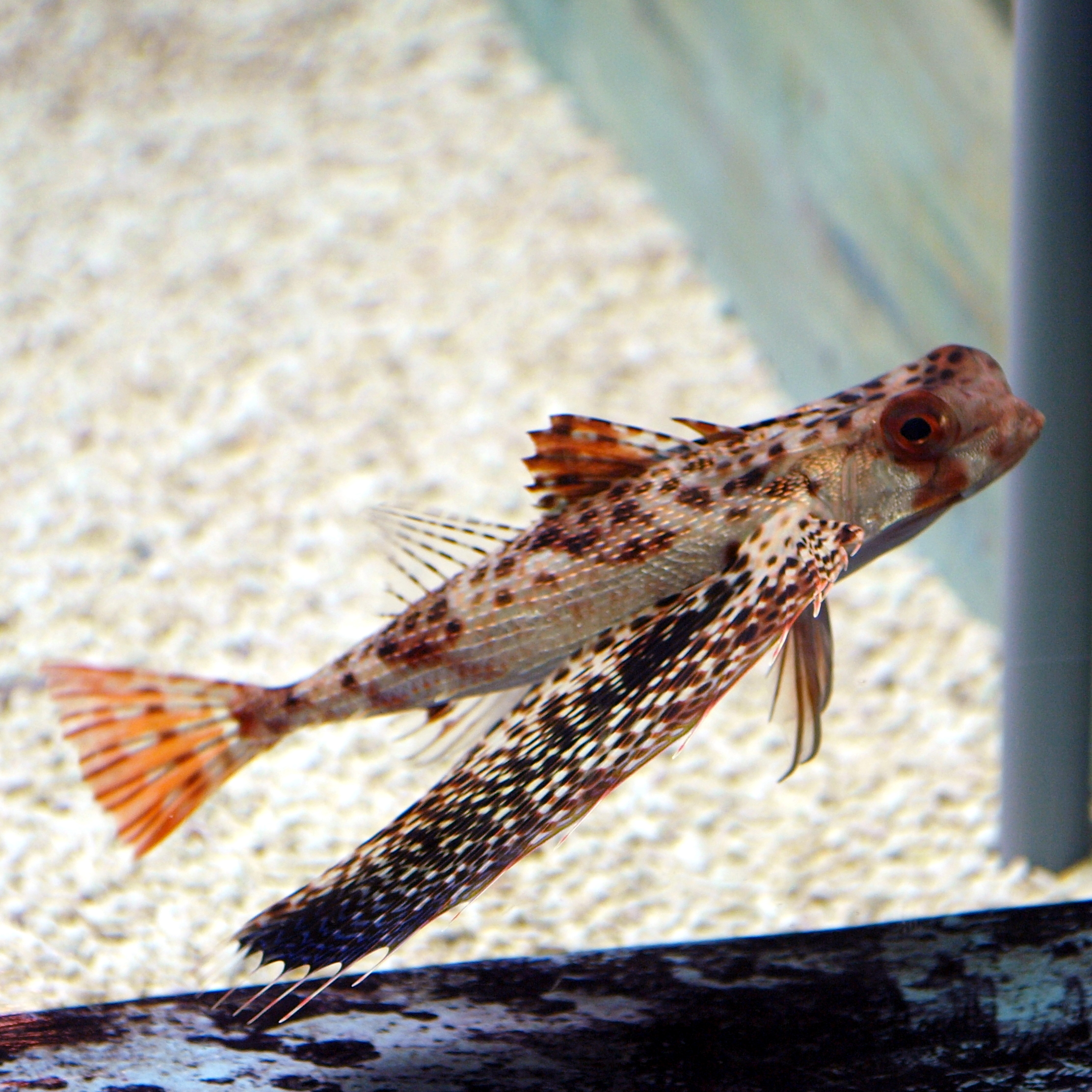
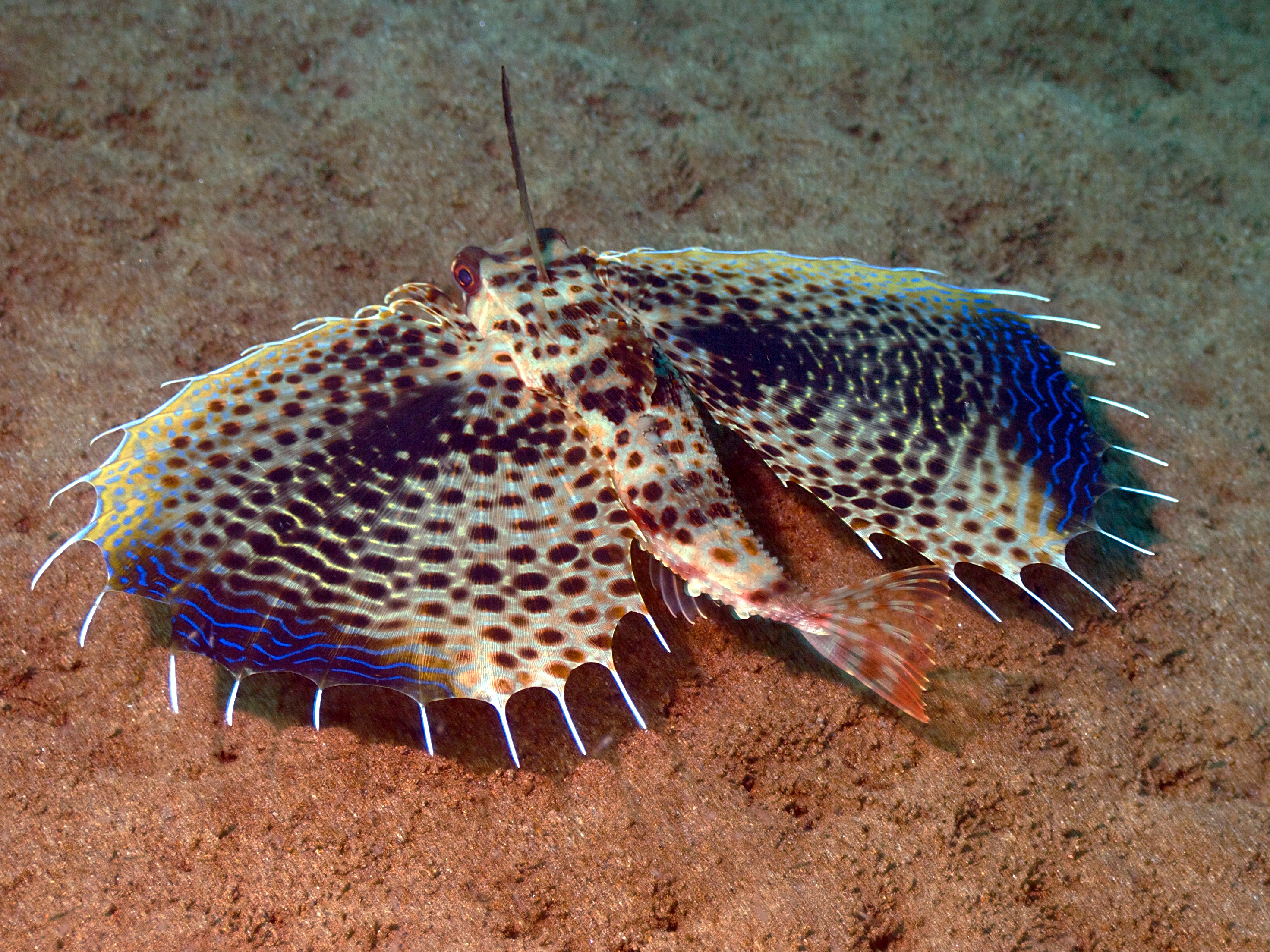
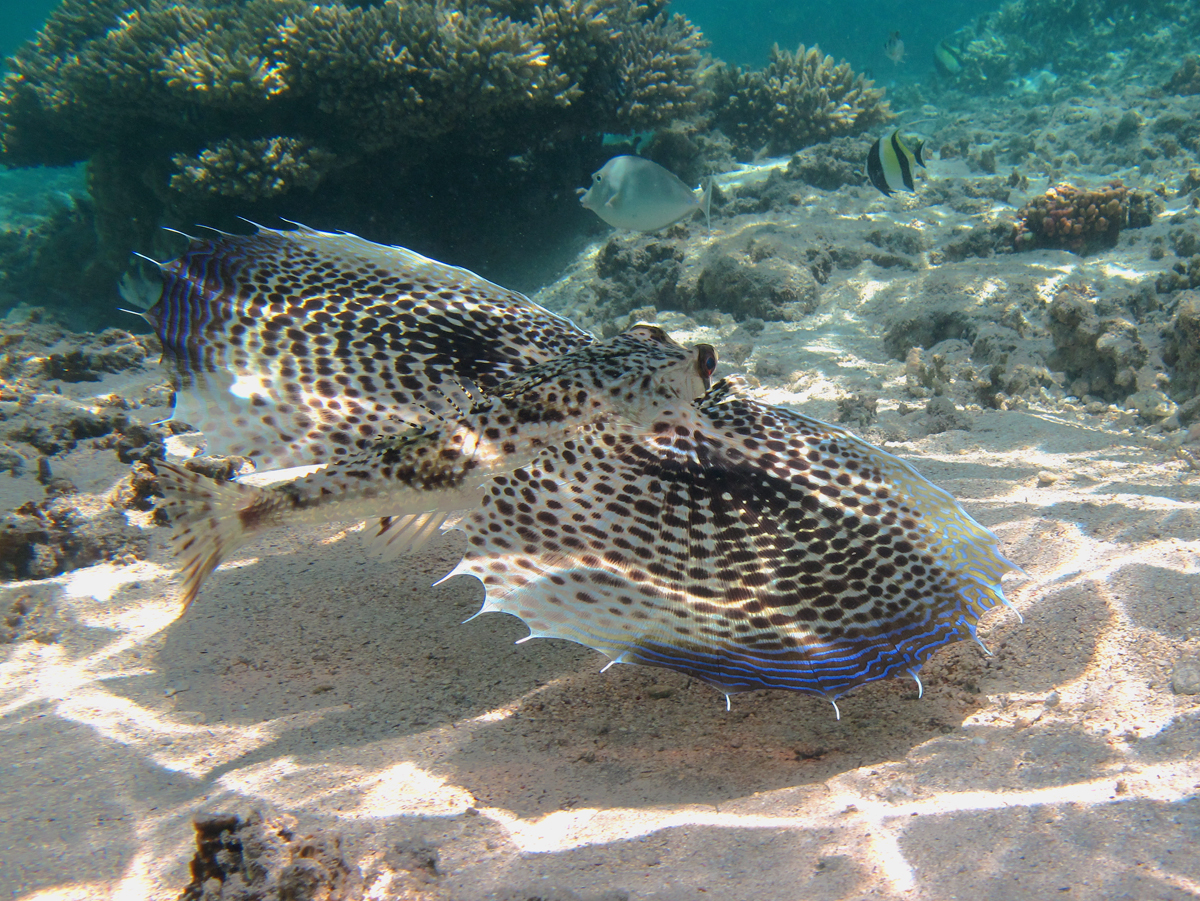
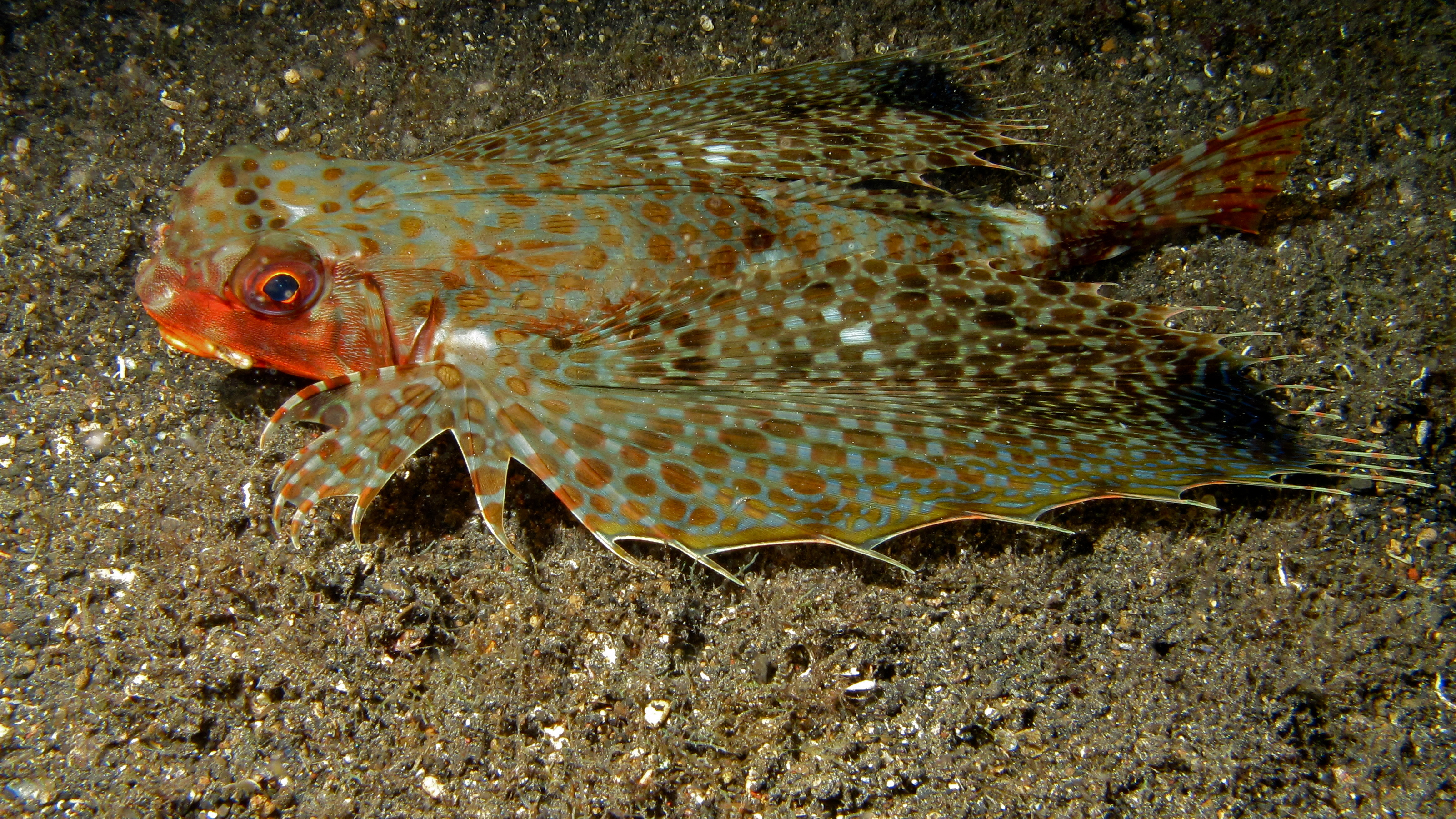

## Habitat et répartition
Le Grondin volant oriental est présent dans les eaux tropicales de la région Indo-Pacifique, Mer Rouge incluse.